# Pszt! (South Park)
A Pszt! (Tsst!) a South Park című rajzfilmsorozat 146. része (a 10. évad 7. epizódja). Elsőként 2006. május 3-án sugározták az Egyesült Államokban. Magyarországon 2007. november 16-án mutatta be a Cool TV. Ebben a részben Eric Cartman viselkedési zavarait anyja, Liane, különféle TV-műsorok segítségével próbálja orvosolni, de egyik dadás műsor sem válik be. Végül Cesar Millan "A csodálatos kutyadoki" című műsora lesz az, ami elhozza a megoldást.

## Cselekmény
|  | Alább a cselekmény részletei következnek! |

Cartman alaposan kihúzza a gyufát Mr. Mackeynél, amikor egyik osztálytársát, Billy Turnert egy zászlórúdhoz bilincseli, majd közli vele, hogy megmérgezte a tejét, és az ellenszert csak úgy tudja bevenni, ha lefűrészeli az odabilincselt lábát. Állítása szerint ezt azért tette, mert Billy lekövérezte őt. Liane elkeseredett, mert nem tudja megnevelni a fiát, de Mr. Mackeynek van egy ötlete. Számtalan TV-műsor van, amelyben dadusok foglalkoznak kezelhetetlen gyerekekkel. Úgy véli, ha benevezik Cartmant, akkor talán eredményt érhetnek el. Az első alkalom csúfosan végződik: Cartman idegileg kiborítja a dadust, amikor azzal gúnyolja, hogy menopauzája miatt sosem lesz férje és saját gyereke. A második próbálkozás is katasztrofálisan végződik: három nap alatt úgy kiborítja ezt a dadust is, hogy az pszichiátriai intézetbe kerül, ahol az egész napját azzal tölti, hogy a saját székletével táplálkozik. Végül Liane kétségbeesésében Cesar Millant a kutyadokit keresi fel, aki nem gyerekek, hanem kutyák megnevelésével foglalkozik.
Cesar nem emberként, hanem kutyaként közelíti meg Cartmant, akit domináns, agresszív, és mozgáshiányos egyedként definiál. Nem hajlandó odafigyelni rá, sem a nevén szólítani őt. Megtanítja rá Liane-t, hogyan viselkedjen úgy, mintha ő lenne a falkavezér. A nyomaték kedvéért amikor fegyelmez, belecsíp Cartman nyakába, ahogy a kutyáknál is szokta tenni. Pórázon fogva sétáltatják őt az utcán, majd KFC-s csirkéből esznek, mielőtt ő is tenné. Cartman behódoló magatartást mímel, de Cesar leleplezi, hogy nem viselkedik őszintén. A teljesen kétségbeesett Cartman úgy dönt, elszökik otthonról, így talán felhívhatja magára a figyelmet. Cesar megnyugtatja Liane-t, hogy magától is haza fog jönni. Így is történik: miután minden iskolatársa elzavarja őt a viselkedése miatt, bőrig ázva, szomorúan megy haza, miközben Liane és Cesar nagyszerűen érzik magukat. Vacsorát kap, és bár újra elkezdene dominánsan viselkedni, Liane megmutatja neki, hol a helye. Cartman teljesen elszörnyed, amiért képtelen ellentmondani Liane-nek, és még a fogát is megmossa a kérésére. Úgy dönt, meg kell ölnie az anyját. Ebben viszont senki nem hajlandó segíteni a külsőre is igényesebbé vált Cartmannek, így úgy dönt, egyedül akciózik. A döntő pillanatban azonban mégsem képes megtenni, miután jó énje és a benne lakozó "démon" összecsapnak, és végül a gonoszság elhagyja őt.
Másnap Liane hatalmas meglepetésére Cartman reggelit csinál, leckét ír, és elegánsan fel van öltözve. A változást meg akarja köszönni Cesarnek, akit elhív a Pillangókisasszonyra, de az nemet mond, közölve, hogy Liane-re csak mint ügyfél tekint, és mivel a munkája véget ért, így elhagyja a várost. A csalódott Liane figyelmét így a fiára fordítja, és megfeledkezvén a tanultakról, újra biztosítja arról, hogy bármit megkap, amit csak szeretne. Az ártatlan arcot vágó Cartman így végül újra egy elkényeztetett gonosz gyerek lesz...